# Exocentrus sublateraloides
Exocentrus sublateraloides là một loài bọ cánh cứng trong họ Cerambycidae.